# Party Sequence
Pistes de More
Cymbaline Main Theme
Party Sequence est un instrumental de Pink Floyd, figurant sur l'album More. C’est la septième pièce de l’album. La pièce a été écrite par l’ensemble des membres du groupe. Elle consiste en une séquence de percussions sur le modèle des rythmes tribaux avec une flûte qui joue la ligne mélodique.

## Crédits
- Nick Mason - Percussions
- Lyndy Mason - Flûte irlandaise

## Liens
- Site officiel de Pink Floyd
- Site officiel de Roger Waters
- Site officiel de David Gilmour